# Groß Liebitz
Groß Liebitz (niedersorbisch Wjelike Libice) ist ein bewohnter Gemeindeteil von Lamsfeld-Groß Liebitz, einem Ortsteil der Gemeinde Schwielochsee im Landkreis Dahme-Spreewald in Brandenburg.

## Lage
Groß Liebitz liegt in der Niederlausitz etwa fünf Kilometer südwestlich der Stadt Lieberose. Umliegende Ortschaften sind der Lieberoser Ortsteil Doberburg im Norden, die Stadt Lieberose im Nordosten, Klein Liebitz im Südosten, der zur Gemeinde Byhleguhre-Byhlen gehörende Teilort Byhlen und der zur Gemeinde Spreewaldheide gehörende Ortsteil Butzen im Südwesten, Waldow im Westen sowie Mochow und Lamsfeld im Nordwesten.
Groß Liebitz liegt in der Lieberoser Heide nahe der Grenze zum Spreewald. Der Ort ist ringsherum von Kiefernwäldern umgeben. Groß Liebitz ist über zwei Gemeindestraßen mit der etwa zwei Kilometer nordwestlich verlaufenden Landesstraße 44 nach Straupitz und der drei Kilometer nordöstlich verlaufenden Bundesstraße 320 nach Guben verbunden.

## Geschichte
Das Dorf Groß Liebitz wurde im Jahr 1420 als „Lubicze“ erstmals urkundlich erwähnt. 1574 wurde dem Ortsnamen der Zusatz „Gros“ angehängt, um ihn von dem kurz zuvor erwähnten Vorwerk Klein Liebitz zu unterscheiden. Der Ortsname stammt aus der sorbischen Sprache und bedeutet „Ort, wo Leute eines Mannes namens Lub wohnen“. Der Name deutet auf den damaligen Besitzer des Dorfes hin.
Während des Dreißigjährigen Krieges wurde Groß Liebitz zunächst von der Armee Sachsens beschützt. Diese wurde allerdings im Juni 1637 bei Lieberose von den Schweden geschlagen. Groß Liebitz und die umliegenden Dörfer wurden daraufhin geplündert und zerstört. Nach dem Ende des Krieges kaufte der schwedische und später polnische General Christoph von Houwald die Herrschaft Straupitz mit ihren Dörfern und besetzte die verlassenen Güter in Groß Liebitz wieder mit Untertanen.
Bis in das 19. Jahrhundert hatte Groß Liebitz auch sorbischsprachige Einwohner, der Gebrauch der sorbischen Sprache ging jedoch gegen Ende des 19. Jahrhunderts stark zurück. Für seine Statistik über die sorbische Bevölkerung in der Lausitz ermittelte Arnošt Muka in den 1880er Jahren eine Einwohnerzahl von insgesamt 177, davon waren allerdings nur noch 40 Einwohner Sorben und 137 Einwohner Deutsche, was einem sorbischsprachigen Anteil von 23 % entsprach.
Nach dem Wiener Kongress kam Groß Liebitz als Teil der Niederlausitz an das Königreich Preußen. Dort lag der Ort im Landkreis Lübben im Regierungsbezirk Frankfurt. Zum 1. April 1939 wurde Klein Liebitz nach Groß Liebitz eingemeindet, zum 1. Januar 1946 wurde Klein Liebitz jedoch wieder eigenständig. Am 1. Juli 1950 erfolgte die endgültige Eingemeindung von Klein Liebitz in die Gemeinde Groß Liebitz. Am 25. Juli 1952 wurde die Gemeinde dem neu gebildeten Kreis Lübben im Bezirk Cottbus zugeordnet. Am 1. Januar 1974 schloss sich Groß Liebitz mit der Gemeinde Lamsfeld zu der neuen Gemeinde Lamsfeld-Groß Liebitz zusammen.
Nach der Wende lag diese Gemeinde im Landkreis Lübben in Brandenburg. Am 1. Oktober 1992 schloss Lamsfeld-Groß Liebitz sich dem Amt Lieberose an. Nach der brandenburgischen Kreisreform vom 6. Dezember 1993 kam die Gemeinde schließlich zum neu gebildeten Landkreis Dahme-Spreewald. Am 26. Oktober 2003 wurde Lamsfeld-Groß Liebitz zusammen mit den Gemeinden Goyatz, Jessern, Mochow, Ressen-Zaue und Speichrow zu der neuen Gemeinde Schwielochsee zusammengeschlossen. Zeitgleich fusionierte das Amt Lieberose mit dem Amt Oberspreewald zum Amt Lieberose/Oberspreewald. Groß Liebitz wurde durch die Eingemeindung zu einem Gemeindeteil herabgestuft.

## Bevölkerungsentwicklung
| 1875 | 163 | 1910 | 72 | 1933 | 97  | 1946 | 131 | 1964 | 125 |
| 1890 | 136 | 1925 | 93 | 1939 | 165 | 1950 | 214 | 1971 | 108 |

## Nachweise
1. ↑  Reinhard E. Fischer: Die Ortsnamen der Länder Brandenburg und Berlin: Alter – Herkunft – Bedeutung. be.bra Wissenschaft, 2005, S. 104.
2. ↑  Ernst Tschernik: Die Entwicklung der sorbischen Bevölkerung. Akademie-Verlag, Berlin 1954.
3. ↑  Groß Liebitz im Geschichtlichen Ortsverzeichnis. Abgerufen am 20. Oktober 2017.
4. ↑  Historisches Gemeindeverzeichnis des Landes Brandenburg 1875 bis 2005. (PDF; 331 KB) Landkreis Dahme-Spreewald. Landesbetrieb für Datenverarbeitung und Statistik Land Brandenburg, Dezember 2006, abgerufen am 20. Oktober 2017.